# Limosina putris
Limosina putris är en tvåvingeart som först beskrevs av Jean-Baptiste Robineau-Desvoidy 1830.  Limosina putris ingår i släktet Limosina och familjen hoppflugor.
Artens utbredningsområde är Frankrike. Inga underarter finns listade i Catalogue of Life.